# حمرية حبشية
حمرية حبشية (الاسم العلمي:Erythrina abyssinica) هي نوع من النباتات تتبع جنس الحمرية من الفصيلة البقولية.